# Décès en 1146
Décès
- 1142
- 1143
- 1144
- 1145
- 1146
- 1147
- 1148
- 1149
- 1150

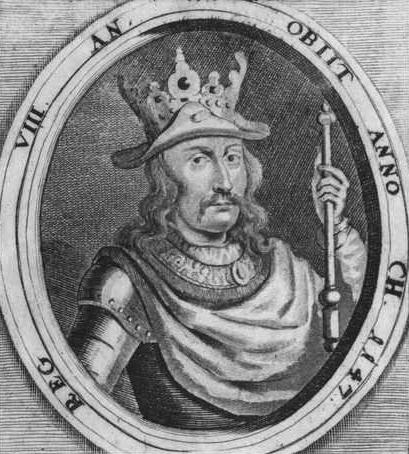
Portrait fictif (datant du XVIIe siècle) d'Erik III Lam, mort en 1146.

Cette page dresse une liste de personnalités mortes au cours de l'année 1146 :
- 10 avril : Injong, 17e roi de Goryeo.
- 29 mai : Egilbert de Bamberg, patriache d'Aquilée et évêque de Bamberg.
- 1er juin : Ermengarde d'Anjou, duchesse d'Aquitaine, puis duchesse de Bretagne, protectrice de l'abbaye de Fontevraud.
- 1er août : Vsevolod II Olegovitch, grand prince de Kiev.
- 27 août : Érik Lam, roi de Danemark.
- 14 septembre : Zengi, fondateur de la dynastie Zengide en Syrie, assassiné.
- 15 septembre : Alain le Noir, comte de Richmond et comte de Cornouailles, seigneur du Tréguier (ou de Guingamp) en Bretagne.

- Arnoul II de Looz, comte de Looz puis comte de Rieneck en Bavière.
- Pietro Papareschi, cardinal italien.
- Sayf al-Dawla Ahmad III al-Mustansir, ou Abu Djafar Ahmad ibn Abdelmalik ibn Hud al-Mustansir bi-llah, dernier souverain houdide.
- Yarankach, esclave franc qui a assassiné Zengi, l'Atabeg d'Alep et de Mossoul alors que celui-ci assiégeait Qal'at Ja'bar.

## Crédit d'auteurs
- Cet article est partiellement ou en totalité issu de l'article intitulé « 1146 » (voir la liste des auteurs).